# ورونیک ژانو
ورونیک ژانو (فرانسوی: Véronique Jannot‎؛ زادهٔ ۷ مهٔ ۱۹۵۷) بازیگر اهل فرانسه است. وی در سال ۲۰۰۹ یکی از اعضای هیئت داوران «جشنواره بین‌المللی فیلم فانتزی ژرارمه» بود. در اکتبر ۲۰۲۲، او در وب‌سایت رسمی خود از انتشار آلبوم جدیدی شامل ۹ آهنگ خبر داد که از ۷ دسامبر فقط در سایت به فروش می‌رسد.
از فیلم‌هایی که وی در آن نقش داشته‌است، می‌توان به پزشک اشاره کرد.